# 11468 Shantanunaidu
11468 Shantanunaidu eller 1981 EU42 är en asteroid i huvudbältet som upptäcktes den 2 mars 1981 av den amerikanska astronomen Schelte J. Bus vid Siding Spring-observatoriet. Den är uppkallad efter Shantanu Naidu.
Asteroiden har en diameter på ungefär 6 kilometer.